# Jean-Baptiste de Caffarelli du Falga
Pour les articles homonymes, voir Caffarelli.
Pour les autres membres de la famille, voir Famille de Caffarelli.
Jean-Baptiste-Marie Caffarelli (château du Falga, 1er avril 1763 – 11 janvier 1815), est un prélat catholique français des XVIIIe et XIXe siècles, évêque de Saint-Brieuc de 1802 à 1815.

## Biographie
Jean-Baptiste Caffarelli est issu de la famille de Caffarelli, famille subsistante de la noblesse française.
Cinquième fils de Maximilien Caffarelli (1725-1766), seigneur de Falga et de Marguerite Louise Félicité d'Anceau (1732-1786), le jeune Jean-Baptiste, après des études à l'abbaye-école de Sorèze avec ses frères Maximilien, Charles-Ambroise, Joseph et Auguste, se destina à l’état ecclésiastique.
Ordonné prêtre à 20 ans, vicaire à Loubens-Lauragais en 1789, il était chanoine de « l'église » de Montpellier au moment de la Révolution française,. Il fut forcé, pendant la Terreur, de cesser ses fonctions sacerdotales, et dut émigrer en Espagne. Il rentra en France en 1798 et alla habiter chez son frère Louis-Marie-Joseph, préfet maritime de Brest.
Il reprit, après la signature du concordat de 1801, ses fonctions sacerdotales. Bénéficiant de la protection du premier Consul, Caffarelli fut nommé évêque de Saint-Brieuc par arrêté du 19 germinal an X (9 avril 1802).
Confirmé, dans cette nomination, par le Saint-Siège le 29 avril 1802, l'évêque fut sacré le 1er mai 1802, jour de la saint Brieuc, dans l'église Saint-Roch (Paris), par le cardinal de Boisgelin de Cucé, archevêque de Tours, assisté de Michel-François de Couët du Vivier de Lorry (évêque de La Rochelle) et Jean-Baptiste-Marie de Maillé de La Tour-Landry (évêque de Rennes).
Son épiscopat dura treize ans au cours desquels Caffarelli organisa, « sans difficultés majeures, un diocèse stable ». Le diocèse de Saint-Brieuc lui doit les ouvertures (les rangs du clergé s’éclaircissent alors rapidement) du séminaire (1803), d’une école ecclésiastique annexe et de l'école ecclésiastique des Cordeliers à Dinan (1804), alors que 36 écoles presbytérales « préparant la relève ». D'autre part, il permit aux religieuses hospitalières et enseignantes, et sœurs de la Charité de reprendre leurs activités. Il était secondé dans son action par l’abbé Manoir, ancien secrétaire de l’évêché.
Aussi dévoué au « nouveau régime » que ses frères et comblé d'honneurs (il fut fait chevalier de la Légion d'honneur et baron de l'Empire), Caffarelli, étant l'un des chefs de l'opposition à la politique impériale au concile de Paris (1811), sut s'élever contre « les prétentions schismatiques » de l'Empereur.
Au sujet de ses oailles, il écrit qu'on « sait que le caractère du peuple de Bretagne est plus marqué et plus décidé que celui de tout autre » (lettre du 24 février 1808).
C'est lui qui ordonna prêtre le comte de Quélen vicaire général de Saint-Brieuc pendant un an, qui fut plus tard archevêque de Paris, lequel conféra le sacerdoce à Henri Lacordaire.
Jean-Baptiste Caffarelli mourut subitement le 11 janvier 1815, « vénéré et regretté par tout son diocèse ». Il fut inhumé derrière le chœur de sa cathédrale Saint-Étienne de Saint-Brieuc, où le clergé du diocèse lui fit élever un mausolée en 1850. Son gisant y est encore visible.
Son buste à l'abbaye de Sorèze fut inauguré lors des fêtes de Pentecôte 1899.

## Titres
- Titre de baron, accordé par lettres patentes signées à Saint-Cloud le 21 septembre 1808[5].

## Armoiries
Au commencement de son épiscopat, son blason ne portait que ses initiales entrelacées.
Armes du baron Caffarelli et de l'EmpireD'argent, parti d'un trait de sable, le premier chargé à dextre d'un lion rampant de sable lampassé de gueules ; le deuxième coupé : le premier taillé d'argent et de gueules ; le deuxième tranché d'argent et de gueules ; le tout surmonté d'un comble cousu d'or ; quartier des barons évêques brochant sur le comble.,
- Livrées : jaune, rouge, blanc et noir[5].

## Lignée épiscopale
1. Jean-Baptiste-Marie Caffarelli (1802) ;
2. Jean-de-Dieu-Raymond de Boisgelin de Cucé (1765)
3. Étienne-Charles de Loménie de Brienne (1761)
4. Paul d'Albert de Luynes (1729)
5. l'archevêque Louis de La Vergne-Montenard de Tressan (archevêque de Rouen) (1718)
6. Olivier Jégou de Kervilio (1694)
7. l'archevêque Jean-Baptiste-Michel Colbert de Saint-Pouange (1675)
8. l'archevêque Charles-Maurice Le Tellier (1668)
9. Antonio Barberini (Jr.), O.S.Io.Hieros. (1655)
10. l'archevêque Giovanni Battista Scanaroli (1630)
11. Luigi Caetani (1622)
12. Ludovico Ludovisi (1621)
13. l'archevêque Galeazzo Sanvitale (1604)
14. Girolamo Bernerio, O.P. (1586)
15. Giulio Antonio Santorio (1566)
16. Scipione Rebiba